# Nelly Alba
Pour les articles homonymes, voir Alba.
Blanca Nelly Alba Amada, née le 17 juin 1963 à Cómbita dans le département de Boyacá, est une coureuse cycliste colombienne sur route et sur piste.

## Biographie
En 1989, Nelly Alba termine quatrième des championnats de Colombie sur route.
En 1990, la presse colombienne regrette sa non sélection dans le quartette féminin du championnat panaméricains du contre-la-montre par équipes après leur deuxième place derrière les Cubaines et le titre loupé pour 1 min 2 s sur 50 kilomètres.
À la course en ligne des championnats du monde sur route 1995, elle prend la 38e place à 11 min 6 s de la championne du monde Jeannie Longo.
Elle termine deuxième du Tour de Colombie en 1992 et troisième de 1989 à 1991,,,.

## Palmarès sur route
- 1989
  - 3e du Tour de Colombie
- 1990
  - 2e du championnat de Colombie sur route
  - 3e du championnat de Colombie en contre-la-montre par équipes
  - 3e du Tour de Colombie
- 1991
  - 5e étape du Tour de Colombie
  - 3e du Tour de Colombie
- 1992
  - 2e du Tour de Colombie

## Palmarès sur piste

### Jeux panaméricains
- La Havane 1991
  - Quatrième du contre-la-montre par équipes (avec Adriana Muriel, Rosa Emma Rodríguez et Rosa María Aponte)[7]